# さいたま市立美園北小学校
さいたま市立美園北小学校（さいたましりつ みそのきたしょうがっこう）は、埼玉県さいたま市緑区美園二丁目にある公立小学校。

## 規模
児童数がみそのウイングシティの開発に伴い増加したため、さいたま市立美園小学校以来7年ぶりに誕生した市内でもっとも新しい小学校である。区画整理事業策定時にすでに用地が確保されていた。なお、同時にさいたま市立美園南中学校も開校した。

## 沿革
- 2019年（平成31年・令和元年）
  - 4月1日 - さいたま市立美園小学校から分離独立し、さいたま市立美園北小学校として開校。
  - 4月5日 - 開校式挙行。
  - 11月6日 - 校歌・校章お披露目式が埼玉スタジアムにて行われた。

## 学区
- 緑区美園1～4丁目

## 交通
- 埼玉高速鉄道 浦和美園駅から徒歩12分。